# Melasis brinchangi
Melasis brinchangi – gatunek chrząszcza z rodziny goleńczykowatych i podrodziny Melasinae.

## Taksonomia
Gatunek ten opisany został po raz pierwszy w 1985 roku przez Tora-Erika Leilera.

## Morfologia
Chrząszcz o walcowatym, wydłużonym, zwężającym się ku tyłowi ciele długości 9 mm i szerokości 2 mm. Ubarwienie ma jednolicie ciemnobrązowe do czarnego, tylko drugi człon czułków jest rudobrązowy, a stopy brązowe. Wierzch i spód ciała porastają krótkie, położone szczecinki żółtej barwy. Niemal kulista głowa ma wypukłe czoło z parą okrągłych dołków. Powierzchnia jej jest bardzo gęsto punktowana, błyszcząca. Szerokość trójpłatowego rejonu czołowo-nadustkowego jest mniejsza od dwukrotności jego długości. Przysadziste żuwaczki mają gęsto punktowaną i pomarszczoną powierzchnię oraz zaopatrzone są w dwa zęby każda. Czułki samca są krótkie i nie sięgają do tylnych kątów przedplecza; trzeci ich człon jest dwukrotnie dłuższy niż poprzedni, a człony od czwartego do dziesiątego są blaszkowate. Przedplecze jest dłuższe niż szerokie, o bokach równoległych, kątach tylnych krótkich i ostrych, a podstawie falistej. Powierzchnia jego jest gęsto punktowana, bokami i u nasady także pomarszczona, pośrodku wypukła z podłużnym rowkiem sięgającym od nasady do ⅔ jego długości. Podgięcia przedplecza pozbawione są rowków na czułki. Kształt lekko pomarszczonej tarczki jest pociągły, prawie trójkątny z zaokrąglonym tylnym wierzchołkiem. Pokrywy mają silnie wgłębione rzędy i gęsto punktowane międzyrzędy. Odnóża środkowej i tylnej pary mają pierwszy człon stopy krótszy niż pozostałe jej człony razem wzięte. Episternity zatułowia są rozszerzone ku wierzchołkom i częściowo zasłonięte.

## Ekologia i występowanie
Owad orientalny, bardzo rzadko spotykany, związany ze strefą lasów północnych Indochin. Podawany z Malezji i północno-wschodniego Laosu. Zasiedla tropikalne, liściaste lasy górskie.